# 東京都立松が谷高等学校
東京都立松が谷高等学校（とうきょうとりつ まつがやこうとうがっこう）は、東京都八王子市松が谷にある都立高等学校。

## 設置学科
- 普通科
  - 外国語コース

## 概要
1980年創立。普通科のほかに外国語コースを設けている。外国語コースでは複数の外国人指導員による少人数英会話授業を多く行なっているほか、3年間で最大25単位英語を履修することができる。
また外国語コースにおいては2024年現在において二年次より第二外国語としてスペイン語の履修が1年間可能。

## 沿革
- 1980年12月25日 - 東京都教育委員会が、東京都立松が谷高等学校（仮称、東京都立八王子地区高等学校）の設置を決定。
- 1981年4月〜1982年3月 - 校舎が未完成のため、東京都立館高等学校にて、授業を実施。
- 1983年11月5日 - 開校3年目にして、「開校記念式典」を挙行。
- 2002年4月〜2005年3月 - 東京都教育委員会よる「運動部活動推進重点校」。
- 2006年3月〜 - 東京都教育委員会による「小中高 夢のかけ橋推進事業 連携推進校」。
- 2006年4月〜 - 東京都教育委員会による「長期休業日等の弾力的運用試行校」および「重点支援校」。

## 交通
出典 : 
電車
| 路線名               | 最寄り駅       | 徒歩所要時間 |
| -------------------- | -------------- | ------------ |
| 京王相模原線         | 京王堀之内駅   | 15分         |
| 多摩都市モノレール線 | 松が谷駅       | 15分         |
| 多摩都市モノレール線 | 多摩センター駅 | 20分         |

バス
| 乗車駅         | のりば | 系統             | 下車停留所                | 運行事業者 |
| -------------- | ------ | ---------------- | ------------------------- | ---------- |
| 多摩センター駅 | 9      | 多17             | 「松が谷高校」            | ■京王バス  |
| 多摩センター駅 | 9      | 多11             | 「松が谷小学校」、徒歩5分 | ■京王バス  |
| 豊田駅         | 南口   | 豊32             | 「東中野」、徒歩15分      | ■京王バス  |
| 聖蹟桜ヶ丘駅   | 1      | 桜80・桜83・桜88 | 「東中野」、徒歩15分      | ■京王バス  |

## 部活動
- 文化・スポーツ等特別推薦を2007年度入学生より実施している[2]。
- 都立高校では珍しくアーチェリー部がある。
- また映像研究部は積極的に活動していることで知られ、2016年には府中映画コンテストで優勝しており、部員は少ないが非常に校内で知名度を誇っている。

## 著名な出身者
- IZAM - SHAZNAボーカル
- 山田一成 - お笑い芸人・いつもここから
- 今山佳奈 - フリーアナウンサー
- 長岡茂一 - 元競艇選手（同校第1期卒業生）
- 北脇里規 - サッカー選手
- 高城亜樹 - 女優、タレント・元AKB48
- 井浦新 - 俳優、ファッションモデル、ファッションデザイナー
- 田中直 - ミュージシャン、作曲家、作詞家、アレンジャー
- 茂木貴洋 -  経営者 ドバイで日本の和牛卸と飲食店を経営